# Numero di iodio
Il numero di iodio (o "numero di assorbimento di iodio" o "indice di iodio") in chimica è la massa di iodio espressa in grammi che viene consumata da 100 grammi di una sostanza chimica.
Una soluzione di iodio è intensamente colorata (viola nei solventi organici, marrone in acqua o alcol); ogni gruppo funzionale presente sulla molecola della sostanza in esame capace di reagire con lo iodio ne provocherà la decolorazione. La quantità di soluzione di iodio richiesta dal campione è quindi una misura della quantità di gruppi reattivi sensibili allo iodio.
Un'applicazione del numero di iodio è la determinazione del grado di insaturazione (ossia della presenza di doppi legami) negli acidi grassi poiché i legami doppi degli acidi grassi reagiscono con lo iodio, addizionandolo.
In una procedura tipica il campione di acido grasso è trattato con un eccesso della soluzione di Hanus - una soluzione di bromuro di iodio (IBr). L'eccesso non reagito di bromuro di iodio è successivamente trattato con ioduro di potassio che lo converte in iodio elementare. La concentrazione dello iodio è quindi misurata tramite titolazione con il tiosolfato di sodio.
I metodi standardizzati per analisi di questo tipo sono, per esempio, ASTM D1959-97 e DIN 53241.